# Anna Petrušová
Anna Petrušová (* 20. September 1984 in Bardejov) ist eine slowakische Fußballspielerin und Fußballtrainerin.

## Karriere

### Verein
Petrušová begann ihre Karriere 2001 mit dem OFK Kurima in der Slowakei und entschied sich 2002 für den Wechsel zum DFK Prešov. Am 2. Dezember 2004 wechselte sie gemeinsam mit ihrer Teamkameradin vom DFK Prešov Maria Zubkova zum ÖFB-Bundesligateam ASK Erlaa. Nachdem Petrusova in zwei Jahren auf 26 Einsätze gekommen war, wechselte sie im Sommer 2006 zum deutschen 2. Bundesliga-Süd-Ligisten FC Erzgebirge Aue. Nach drei Jahren im Erzgebirge verließ sie den FC Erzgebirge Aue und wechselte zurück nach Österreich, wo Petrusová am 9. Juli 2009 beim ASV Spratzern unterschrieb.

### Nationalmannschaft
Petrušová absolvierte insgesamt sieben Spiele für die Slowakische Fußballnationalmannschaft der Frauen.